# 維吉施山
47°3′55″N 9°1′32″E / 47.06528°N 9.02556°E

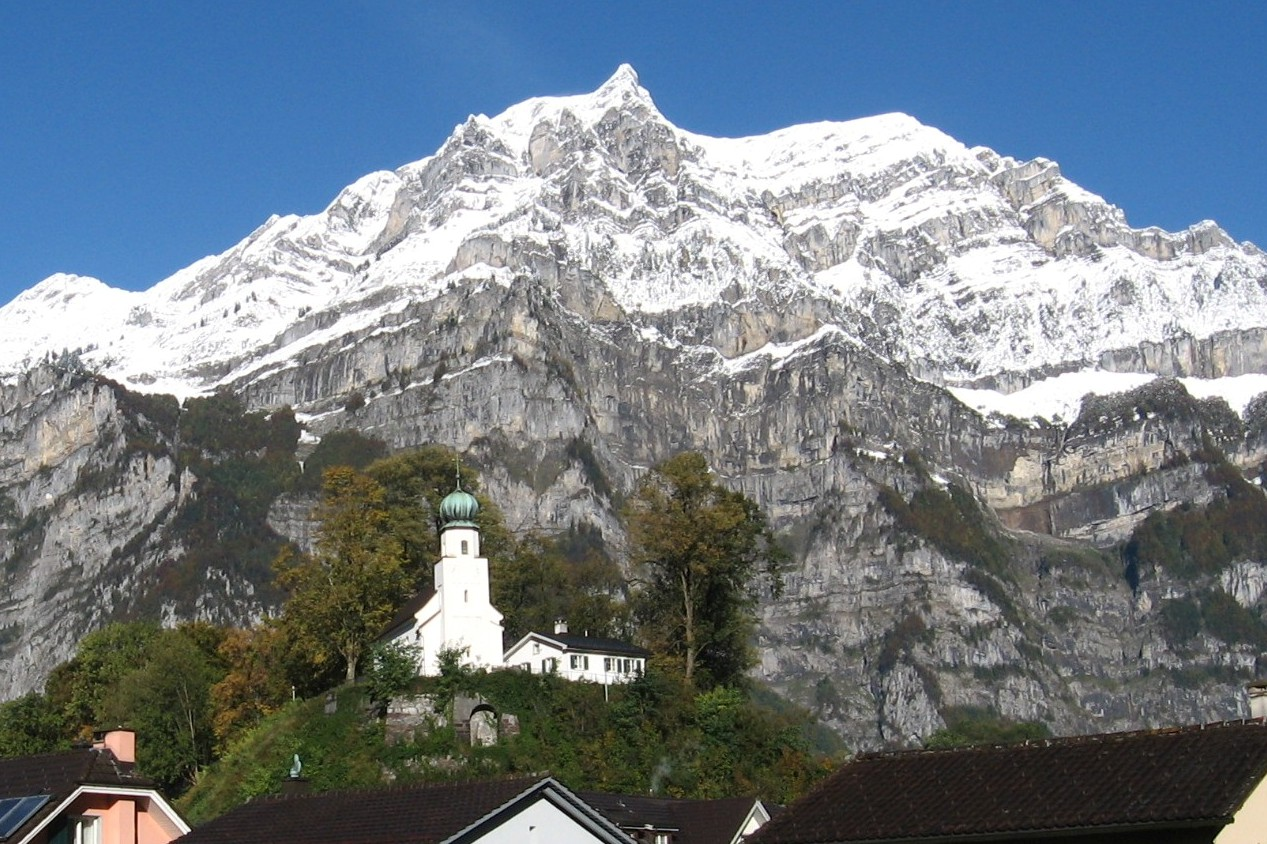

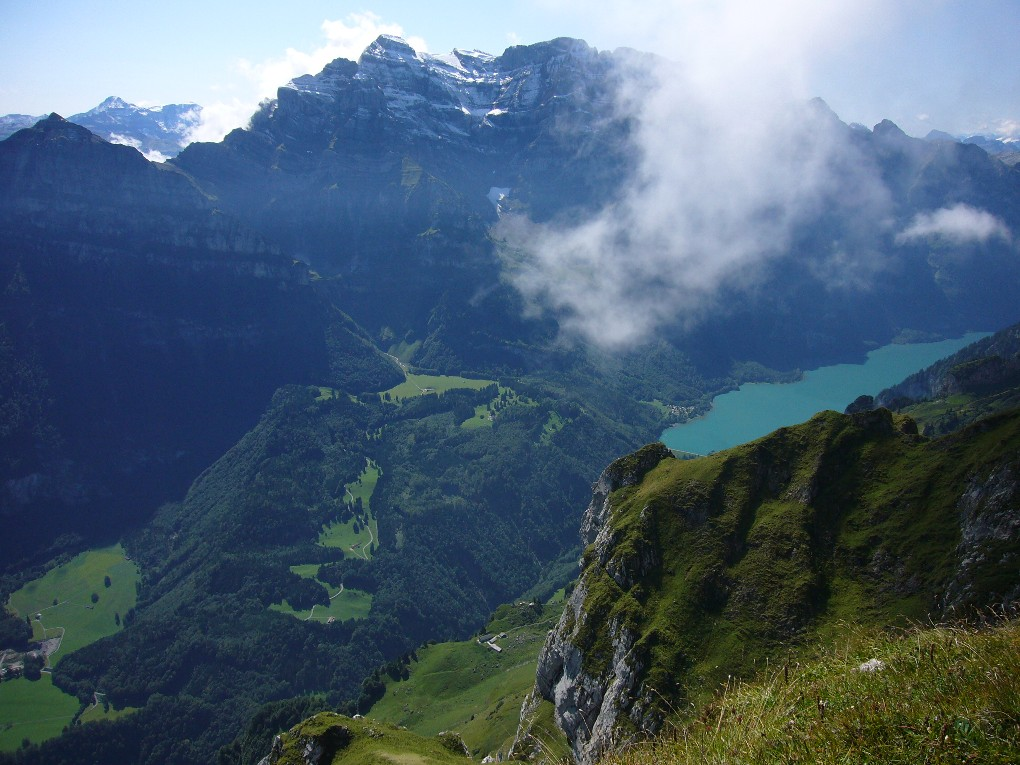

維吉施山（Wiggis），是瑞士的山峰，位於該國中東部，由格拉魯斯州負責管轄，屬於格拉魯斯山的一部分，海拔高度2,282米，每年平均降雨量1,954毫米。